# Chicago Film Critics Association Awards 1988
La 1ª edizione dei Chicago Film Critics Association Awards, annunciati nel 1989, ha premiato i migliori film distribuiti negli Stati Uniti nel corso del 1988 secondo la Chicago Film Critics Association (CFCA).

## Vincitori
I vincitori sono indicati in grassetto:

### Miglior film(incompleto)
- Mississippi Burning - Le radici dell'odio (Mississippi Burning), regia di Alan Parker

### Miglior film straniero(incompleto)
- Arrivederci, ragazzi (Au revoir les enfants), regia di Louis Malle

### Miglior regista(incompleto)
- Robert Zemeckis - Chi ha incastrato Roger Rabbit (Who Framed Roger Rabbit)

### Miglior attore(incompleto)
- Jeremy Irons - Inseparabili (Dead Ringers)

### Migliore attrice(incompleto)
- Barbara Hershey - I diffidenti (Shy People)

### Miglior attore non protagonista(incompleto)
- Martin Landau - Tucker, un uomo e il suo sogno (Tucker, the Man and His Dream)

### Migliore attrice non protagonista(incompleto)
- Frances McDormand - Mississippi Burning - Le radici dell'odio (Mississippi Burning)

### Attore più promettente(incompleto)
- Eric Bogosian - Talk Radio

### Attrice più promettente(incompleto)
- Glenne Headly - Due figli di... (Dirty Rotten Scoundrels)